# Trichoformosomyia sauteri
Trichoformosomyia sauteri är en tvåvingeart som beskrevs av Baranov 1934. Trichoformosomyia sauteri ingår i släktet Trichoformosomyia och familjen parasitflugor. Inga underarter finns listade i Catalogue of Life.